# Ostrolot białobrewy
Ostrolot białobrewy (Artamus superciliosus) – gatunek małego ptaka z rodziny ostrolotów (Artamidae). Występuje w niemal całej Australii (w tym na Tasmanii), lecz tereny lęgowe są skupione we wschodniej części kontynentu. Szczególnie rzadki jest w Australii Zachodniej. Ze względu na wysoce nomadyczny tryb życia tych ptaków pojawy w danym regionie mogą mieć bardziej przypadkowy charakter. Gatunek nie jest zagrożony wyginięciem.

## Taksonomia
Po raz pierwszy gatunek formalnie opisał John Gould w 1837. Holotyp pochodził z Nowej Południowej Walii. Nie został dokładnie wskazany. Gould określił jednak miejsce typowe. Odkrył ostroloty białobrewe w pobliżu Yarrundi, posiadłości braci Coxen (Charles Coxen był przyrodnim bratem Goulda, a jego siostra Elizabeth poślubiła Goulda i współpracowała z nim jako ilustratorka) położonej nad rzeką Dartbrook, dopływem Hunter. Są to dzisiejsze okolice Scone. Autor nadał nowemu gatunkowi nazwę Ocypterus superciliosus. Opis ukazał się zarówno w monografii A synopsis of the birds of Australia, jak i na łamach Proceedings of the Zoological Society of London (w 1836). Gould na posiedzeniu ZSL przedstawił nieznane dotąd ptaki, których opisy miały się ukazać w pierwszym tomie monografii, a na tę okazję sporządzono tablice barwne. Ostrolot białobrewy znalazł się na pierwszej tablicy razem z dwoma znanymi już nauce ostrolotami, małym (Artamus minor) i ciemnym (A. cyanopterus). Gould przeniósł go później do rodzaju Artamus i w tym rodzaju znalazł się w 2. tomie kolejnej monografii, The birds of Australia (1848).
Obecnie (2021) Międzynarodowy Komitet Ornitologiczny umieszcza ostrolota białobrewego w rodzaju Artamus. Uznaje go za gatunek monotypowy podobnie jak i inne autorytety.

## Filogeneza i ewolucja
Najbliżej spokrewniony z ostrolotem białobrewym jest ostrolot maskowy (A. personatus). Przynajmniej do 2008 roku nie było badań filogenetycznych rozstrzygających pokrewieństwo w obrębie wszystkich gatunków Artamus i skupionych akurat na ostrolotach. Nie było to jednak potrzebne do ustalenia pokrewieństwa A. superciliosus i A. personatus wobec siebie i innych australijskich ostrolotów, jako że morfologia tych występujących poza Australią na pewno nie wskazuje na bliższe pokrewieństwo z którymś z dwóch wymienionych. 6–8 gatunków z rodziny uwzględniono w trzech znacznie szerzej zakrojonych badaniach. Wyniki każdego z nich wskazują, że ostrolot białobrewy i maskowy to gatunki siostrzane, które stanowią klad bazalny wobec wszystkich pozostałych ostrolotów Artamus. Poniżej przedstawiono kladogram według Marki et al. (2015):
|  | \| \| A. fuscus \| \| \| \| \| \| A. leucorhynchus \| \| \| \| |
|  |                                                                |
|  | A. maximus                                                     |
|  |                                                                |
|  | A. fuscus                                                      |
|  |                                                                |
|  | A. leucorhynchus                                               |
|  |                                                                |

|  | A. fuscus        |
|  |                  |
|  | A. leucorhynchus |
|  |                  |

|  | \| \| A. fuscus \| \| \| \| \| \| A. leucorhynchus \| \| \| \| |
|  |                                                                |
|  | A. maximus                                                     |
|  |                                                                |
|  | A. fuscus                                                      |
|  |                                                                |
|  | A. leucorhynchus                                               |
|  |                                                                |

|  | A. fuscus        |
|  |                  |
|  | A. leucorhynchus |
|  |                  |

|  | \| \| A. fuscus \| \| \| \| \| \| A. leucorhynchus \| \| \| \| |
|  |                                                                |
|  | A. maximus                                                     |
|  |                                                                |
|  | A. fuscus                                                      |
|  |                                                                |
|  | A. leucorhynchus                                               |
|  |                                                                |

|  | A. fuscus        |
|  |                  |
|  | A. leucorhynchus |
|  |                  |

|  | \| \| A. fuscus \| \| \| \| \| \| A. leucorhynchus \| \| \| \| |
|  |                                                                |
|  | A. maximus                                                     |
|  |                                                                |
|  | A. fuscus                                                      |
|  |                                                                |
|  | A. leucorhynchus                                               |
|  |                                                                |

|  | A. fuscus        |
|  |                  |
|  | A. leucorhynchus |
|  |                  |

|  | \| \| A. fuscus \| \| \| \| \| \| A. leucorhynchus \| \| \| \| |
|  |                                                                |
|  | A. maximus                                                     |
|  |                                                                |
|  | A. fuscus                                                      |
|  |                                                                |
|  | A. leucorhynchus                                               |
|  |                                                                |

|  | A. fuscus        |
|  |                  |
|  | A. leucorhynchus |
|  |                  |

|  | \| \| A. fuscus \| \| \| \| \| \| A. leucorhynchus \| \| \| \| |
|  |                                                                |
|  | A. maximus                                                     |
|  |                                                                |
|  | A. fuscus                                                      |
|  |                                                                |
|  | A. leucorhynchus                                               |
|  |                                                                |

|  | A. fuscus        |
|  |                  |
|  | A. leucorhynchus |
|  |                  |

|  | \| \| A. fuscus \| \| \| \| \| \| A. leucorhynchus \| \| \| \| |
|  |                                                                |
|  | A. maximus                                                     |
|  |                                                                |
|  | A. fuscus                                                      |
|  |                                                                |
|  | A. leucorhynchus                                               |
|  |                                                                |

|  | A. fuscus        |
|  |                  |
|  | A. leucorhynchus |
|  |                  |

|  | \| \| A. fuscus \| \| \| \| \| \| A. leucorhynchus \| \| \| \| |
|  |                                                                |
|  | A. maximus                                                     |
|  |                                                                |
|  | A. fuscus                                                      |
|  |                                                                |
|  | A. leucorhynchus                                               |
|  |                                                                |

|  | A. fuscus        |
|  |                  |
|  | A. leucorhynchus |
|  |                  |

|  | A. superciliosus |
|  |                  |
|  | A. personatus    |
|  |                  |

|  | \| \| A. fuscus \| \| \| \| \| \| A. leucorhynchus \| \| \| \| |
|  |                                                                |
|  | A. maximus                                                     |
|  |                                                                |
|  | A. fuscus                                                      |
|  |                                                                |
|  | A. leucorhynchus                                               |
|  |                                                                |

|  | A. fuscus        |
|  |                  |
|  | A. leucorhynchus |
|  |                  |

|  | \| \| A. fuscus \| \| \| \| \| \| A. leucorhynchus \| \| \| \| |
|  |                                                                |
|  | A. maximus                                                     |
|  |                                                                |
|  | A. fuscus                                                      |
|  |                                                                |
|  | A. leucorhynchus                                               |
|  |                                                                |

|  | A. fuscus        |
|  |                  |
|  | A. leucorhynchus |
|  |                  |

|  | \| \| A. fuscus \| \| \| \| \| \| A. leucorhynchus \| \| \| \| |
|  |                                                                |
|  | A. maximus                                                     |
|  |                                                                |
|  | A. fuscus                                                      |
|  |                                                                |
|  | A. leucorhynchus                                               |
|  |                                                                |

|  | A. fuscus        |
|  |                  |
|  | A. leucorhynchus |
|  |                  |

|  | \| \| A. fuscus \| \| \| \| \| \| A. leucorhynchus \| \| \| \| |
|  |                                                                |
|  | A. maximus                                                     |
|  |                                                                |
|  | A. fuscus                                                      |
|  |                                                                |
|  | A. leucorhynchus                                               |
|  |                                                                |

|  | A. fuscus        |
|  |                  |
|  | A. leucorhynchus |
|  |                  |

|  | \| \| A. fuscus \| \| \| \| \| \| A. leucorhynchus \| \| \| \| |
|  |                                                                |
|  | A. maximus                                                     |
|  |                                                                |
|  | A. fuscus                                                      |
|  |                                                                |
|  | A. leucorhynchus                                               |
|  |                                                                |

|  | A. fuscus        |
|  |                  |
|  | A. leucorhynchus |
|  |                  |

|  | \| \| A. fuscus \| \| \| \| \| \| A. leucorhynchus \| \| \| \| |
|  |                                                                |
|  | A. maximus                                                     |
|  |                                                                |
|  | A. fuscus                                                      |
|  |                                                                |
|  | A. leucorhynchus                                               |
|  |                                                                |

|  | A. fuscus        |
|  |                  |
|  | A. leucorhynchus |
|  |                  |

|  | \| \| A. fuscus \| \| \| \| \| \| A. leucorhynchus \| \| \| \| |
|  |                                                                |
|  | A. maximus                                                     |
|  |                                                                |
|  | A. fuscus                                                      |
|  |                                                                |
|  | A. leucorhynchus                                               |
|  |                                                                |

|  | A. fuscus        |
|  |                  |
|  | A. leucorhynchus |
|  |                  |

|  | \| \| A. fuscus \| \| \| \| \| \| A. leucorhynchus \| \| \| \| |
|  |                                                                |
|  | A. maximus                                                     |
|  |                                                                |
|  | A. fuscus                                                      |
|  |                                                                |
|  | A. leucorhynchus                                               |
|  |                                                                |

|  | A. fuscus        |
|  |                  |
|  | A. leucorhynchus |
|  |                  |

|  | A. superciliosus |
|  |                  |
|  | A. personatus    |
|  |                  |

Czas oddzielenia się linii rozwojowej A. superciliosus+A. personatus jest podawany jako 11,0 mln, 10,6 mln i 8,7 mln lat temu. Obydwa te gatunki rozdzieliły się stosunkowo niedawno, według wyników tych samych badań odpowiednio około 0,86 mln, 0,66 mln i 0,46 mln lat temu. Joseph et al. (2006) przyjrzeli się ewolucji tej pary ostrolotów z ekologicznego i biogeograficznego punktu widzenia. Są one wyraźnie odrębne pod względem morfologicznym, ale nie ekologicznym i głosu. Badanie sekwencji mtDNA wykazało, że ostrolot białobrewy i maskowy tworzą razem z innymi ostrolotami grupę monofiletyczną, ale względem siebie są nawet nie taksonami parafiletycznymi, a polifiletycznymi. Sekwencje niektórych osobników zdawały się wskazywać, że są one spokrewnione najbardziej z gatunkiem przeciwnym niż własny. Prawdopodobnie jest to wynikiem niepełnego sortowania linii genealogicznych. U blisko spokrewnionych gatunków przyczyną inną niż niepełne sortowanie linii może być hybrydyzacja i introgresja, jednak na takie wyjaśnienie w przypadku A. superciliosus i A. personatus dowodów nie ma. Jako że hybrydyzacja między tymi dwoma ostrolotami zachodzi co najwyżej rzadko, natomiast pod względem morfologicznym są wyraźnie odrębne, lepiej jest traktować je jako osobne gatunki. Specjacja prowadząca do powstania ostrolota maskowego i białobrewego musiała być stosunkowo niedawnym i gwałtownie przebiegającym procesem. „Bardzo niedawno [z ewolucyjnego punktu widzenia]...”, jak to opisał w wydanej trzy lata później książce Leo Joseph, „...czyli już dobrze po 1,8 mln lat temu, w epoce plejstocenu. W następstwie ich pula genowa ma jeszcze wiele wspólnego z pulą genową ich ostatniego wspólnego przodka. Ich upierzenie najprawdopodobniej zmieniło się – wyewoluowało – znacznie gwałtowniej dzięki procesom doboru naturalnego i/lub płciowego”.

## Morfologia
Długość ciała wynosi 18–19 cm, masa ciała – 30–41,1 g. Występuje dymorfizm płciowy w upierzeniu. Cecha ta wyróżnia ostrolota białobrewego i maskowego na tle podrodziny, jako że poza dwoma gatunkami ostroloty są monomorficzne. Ich upierzenie jest też zazwyczaj w monotonnej kolorystyce, z elementami czerni, brązu, szarości i bieli. Tylko u ostrolotów białobrewych są obecne rdzawe odcienie. Wymiary szczegółowe przedstawiono w poniższej tabeli:
| Płeć   | n  | Dł. skrzydła    | Dł. ogona    | Dł. dzioba       | Dł. skoku        |
| ------ | -- | --------------- | ------------ | ---------------- | ---------------- |
| samce  | 24 | 116–132 (124,1) | 68–83 (75,3) | 20,4–25,1 (22,5) | 18,1–21,4 (19,9) |
| samice | 15 | 116–126 (120,5) | 70–86 (74,4) | 19,8–24,1 (22,0) | 18,2–20,5 (19,7) |

U samca wierzchnie partie ciała są ciemnoszare, podobnie jak obszar od brody do górnej części piersi. Biała brew wyraźnie odcina się od reszty upierzenia. Ogon biało zakończony. Spód ciała od środkowej części piersi w dół ma barwę ciemnordzawą. Tęczówka brązowa. Dziób jasny, niebieskoszary, z czarną końcówką. Nogi ołowianoszare. Samica ma ogółem mniej jaskrawe upierzenie. Z wierzchu obecny brązowawy nalot. Brew mniej się wyróżnia. Spód ciała od piersi w dół jest znacznie jaśniejszy. Zakrzywiony dziób i podobne do szczoteczki zakończenie języka stanowią przystosowanie do pobierania nektaru.
Osobniki młodociane cechuje mniej jaskrawe i bardziej brązowe upierzenie. Zarówno od spodu, jak i z wierzchu ciała pokrywają je gęsto białe kropki i paski. Wyraźnie wyróżnia się czarny kantarek. Skrzydła i ogon szare z białymi końcówkami. Osobniki, które już niemal uzyskały szatę ostateczną, mają zmienny wygląd, ale przypominają dorosłe, zazwyczaj różnią się jedynie skrzydłami i ogonem.

## Zasięg występowania
Ostroloty białobrewe występują na większości obszaru Australii, na Tasmanii oraz kilku spośród wysp Cieśniny Bassa. Zasięg ich występowania zajmuje około 8,88 mln km². Obszar rzeczywistego występowania (nie całkowity zasięg) obejmuje głównie środkową część Australii oraz interior wschodniej (bez Półwyspu Jork). W innych regionach ostroloty białobrewe mogą pojawiać się nieregularnie. Są stosunkowo rzadko spotykane na północy kontynentu, a w Australii Zachodniej – bardzo rzadko.

### Australia
W Australii Zachodniej ostroloty białobrewe są odnotowywanie sporadycznie i w rzadko rozmieszczonych miejscach, głównie w interiorze. W regionie Kimberley stwierdzenia pochodzą z obszaru od Broome na północ po rzekę Stewart (około 16°48’0”S 123°55’48”E) i na południe po Edgar Range, a prócz tego z Landrigan Creek i dorzecza rzeki Ord. Są też z rzadka rozproszone na Wielkiej Pustyni Piaszczystej, Pustyni Gibsona i Wielkiej Pustyni Wiktorii, a także na nizinie Nullarbor – od Mount Brophy Spring na południe po Shell Lakes i Forrest Lakes – i okazjonalnie dalej na południe (Eyre Bird Observatory). Bardzo sporadycznie pojawiają się w południowo-wschodnim interiorze Australii Zachodniej, między Linden a Kellerberrin, w regionie South West. Pojedyncze obserwacje pochodzą z regionów Gascoyne, Pilbary i środkowo-wschodniego interioru oraz, nietypowo daleko na północy, w pobliżu Wallal Downs.
Na Terytorium Północnym w regionie Top End (najbardziej wysunięta na północ część terytorium) ostroloty białobrewe odnotowywano w nielicznych i rozproszonych lokalizacjach, między innymi w pobliżu Darwin i dorzeczu South oraz East Alligator. Dalej na południe od równoleżnika 14°S są już stwierdzane częściej, lecz nadal rzadko, na południe do okolic 19–20°S: od Kneebone Station (na północ od Parku Narodowego Keep River), Inverway Station (na południowy wschód od Waterloo Station) i północnej pustyni Tanami na wschód po dolny bieg rzek Roper i McArthur, Borroloola oraz Płaskowyż Barkly. Dalej na południu występują w pasie od południka 126°E (przecinającego jeszcze Australię Zachodnią) na wschód po granicę z Queenslandem. Nieliczne stwierdzenia pochodzą z Pustyni Simpsona, ostroloty białobrewe częściej pojawiają się za to od Alice Springs na południe po granicę z Australią Południową, a na zachód po Petermann, Dean Range oraz Sandy Blight Junction.
W Queenslandzie ostroloty białobrewe występują na większości obszaru tego stanu, głównie w interiorze. Zasięg ich występowania na północy sięga rzeki Mitchell (w okolicach Dunbar Station), a na wschodzie – Atherton, Ravenshoe, rzeki Burdekin w środkowym biegu i Isaac River w górnym biegu, Westwood, Biloela, Gayndah, Lockyer Creek w górnym biegu, Stanthorpe i Glenlyon. Przelotnie pojawiają się na nizinach w pobliżu wschodniego wybrzeża, to jest w okolicach Townsville, Gracemere, Wielkiej Wyspy Piaszczystej, Cooloola i Moggill (przedmieścia Brisbane). Zwykle w Queenslandzie obserwowane są osobniki koczujące albo pojawiające się wskutek nieregularnych wędrówek. Obszar gniazdowania ostrolotów białobrewych w Queenslandzie ciągnie się na północ po zwrotnik Koziorożca, na zachód po Beal Range (koło 3 km na wschód od Morney Plains Station), na wschód po Westwood i Lockyer Creek w górnym biegu.
W Australii Południowej odnotowywano ostroloty białobrewe w obszarze między zachodnią częścią stanu (gdzie są umiarkowanie pospolite), Półwyspem Eyrego, półwyspem Yorke i Mount Lofty Ranges (gdzie są nieczęste). Pospolicie spotykane są na zachód do długości 133°E, stwierdzane też w kilku miejscach daleko na zachód, między innymi w Yalata i we wschodniej Wielkiej Pustyni Wiktorii. Tylko sporadycznie pojawiają się w wilgotniejszych siedliskach Mount Lofty Ranges i na południowym wschodzie stanu, a bardzo rzadko lub wcale na północ od jeziora Eyre i na Pustyni Simpsona.
W Nowej Południowej Walii ostroloty białobrewe pospolicie występują na zachodnich zboczach Wielkich Gór Wododziałowych i równinach na zachód od nich. Na wschodnich zboczach tego łańcucha są rzadsze. Domniemane negatywne zmiany w liczebności i rozmieszczeniu w Nowej Południowej Walii nie są potwierdzone. Wydają się wynikać z porównywania wyników innych metod inwentaryzacji i pomijania wpływu trybu życia ostrolotów białobrewych na nie (patrz: sekcja Status, zagrożenia i ochrona). W Wiktorii są szeroko rozpowszechnione na wewnętrznych zboczach Wielkich Gór Wododziałowych i dalej na północ. Na południe od gór występują w większym rozproszeniu.

### Tasmania i inne wyspy
Ostroloty białobrewe gniazdują nieregularnie w północnej części Tasmanii. Na samej Tasmanii, nie innych wyspach wchodzących w skład stanu, pierwszy raz stwierdzono ten gatunek w Penguin w październiku 1972, i wkrótce miał miejsce nalot (ang. irruption) na tę wyspę. Wtedy nieokreślona liczba ostrolotów odbyła też lęgi. Około 20 osobników pojawiło się w Cape Portland w marcu 1973, poza sezonem lęgowym. Przez kolejne 24 lata obserwowano na wyspie tylko nieliczne osobniki, aż w 1997 miał miejsce kolejny nalot. Następna przerwa trwała 20 lat, do nalotu w 2017. Wówczas potwierdzono też lęgi.
Nieregularnie ostroloty białobrewe pojawiają się też na innych wyspach. Gatunek ma status zalatującego (ang. vagrant) na Wyspie Kangura (administracyjnie część Australii Południowej). Okazjonalnie, również podczas nalotów, ptaki te pojawiają się na wyspie King (część Tasmanii). Odnotowane były na należącej do Nowej Południowej Walii wyspie Lord Howe (od 1993), terytorium zewnętrznym wyspy Norfolk (od 1996, niepotwierdzone doniesienia od 1994). Pojedyncze obserwacje gatunku miały miejsce na Nowej Zelandii. Cztery osobniki przebywały w Naseby Forest (region Otago, dystrykt Central Otago) z parą ostrolotów maskowych (które odbyły lęgi) między grudniem 1971 a lipcem 1973. Kolejne stwierdzenie z sierpnia 1991 pochodzi z okolic Miranda w zatoce Firth of Thames (północna Wyspa Północna). Następne miało mieć miejsce w środkowym regionie Waikato w lutym 2002, jednak nie zostało zweryfikowane.

## Pożywienie
W niektórych obszarach zarówno sposoby zdobywania pokarmu, jak i skład pożywienia ostrolotów białobrewych są dobrze poznane. Zazwyczaj te ptaki żerują wśród drzew i w zaroślach. Niekiedy pokarmu szukają wśród kwiatów (tak drzew, jak i krzewów), owocujących krzewów lub na ziemi. Łączą się w grupy złożone z co najmniej 3–20 osobników, niekiedy kilkuset czy blisko 1000 lub więcej. Wyjątkowo widywane są samotnie żerujące. Duże grupy skupiają się w szczególnie obfitych w pokarm miejscach, na przykład wokół kwitnących drzew lub chmar owadów. Ostroloty białobrewe chętnie dołączają do ptaków innych gatunków, zwłaszcza ostrolotów maskowych (patrz: Gatunki współwystępujące), lub przynajmniej tolerują ich obecność.
Pożywieniem ostrolotów białobrewych są głównie owady. Ptaki te zjadają również nektar, szczególnie w północnej Australii i podczas zimy. Do zdobyczy należą między innymi chrząszcze (Coleoptera) – w tym poświętnikowate (Scarabeidae) – i mrówki (Formicidae), według jednego z badań z Nowej Południowej Walii o nieco większym znaczeniu, a do tego pluskwiaki (Hemiptera), błonkówki (Hymenoptera) i pajęczaki (Arachnida). Są to również szkodniki upraw, jak ćmy Persectania ewingii z rodziny sówkowatych (Noctuidae).

## Ekologia i zachowanie

### Preferencje środowiskowe

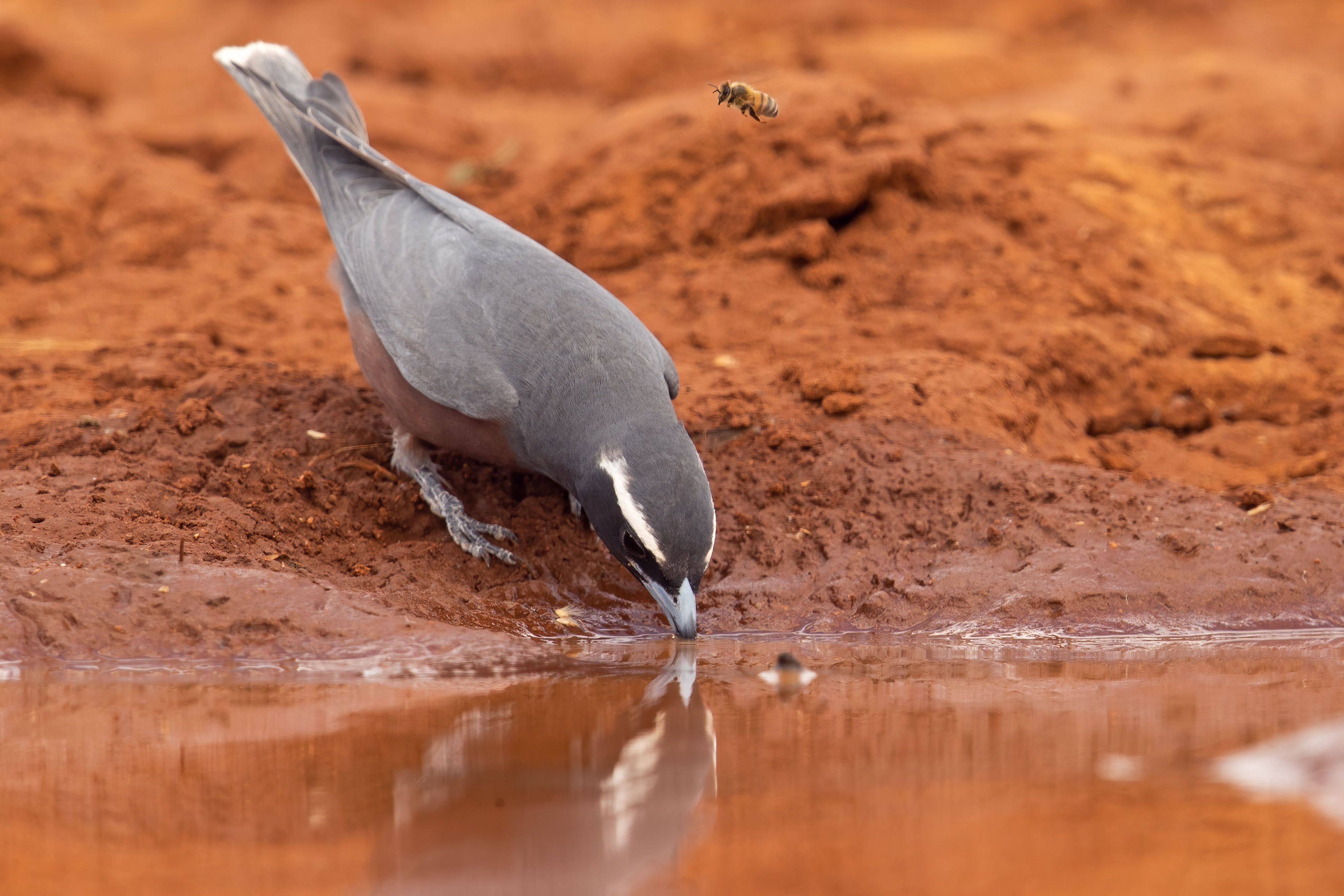
Ostroloty białobrewe poruszają się głównie w obrębie strefy pustyń i półpustyń

Ostroloty białobrewe zamieszkują głównie otwarte zadrzewienia eukaliptusowe – rzadziej lasy, często tworzące część nadrzecznych zbiorowisk roślinnych – do tego inne otwarte zadrzewienia (szczególnie te w interiorze) i tereny trawiaste z porozrzucanymi krzewami, zarówno z niewielką liczbą drzew, jak i bezdrzewne. Mogą to być również uprawy lub inne obszary rolnicze. Rzadziej pojawiają się w zakrzewieniach i wśród zabudowań. Wędrujące w grupie ostroloty białobrewe trafiają w dość różnorodne siedliska, poruszają się jednak głównie w obrębie strefy pustyń i półpustyń, rzadziej pojawiając się w strefie umiarkowanej, podzwrotnikowej i zwrotnikowej. Przynajmniej w Nowej Południowej Walii wskaźnik liczebności u tego gatunku jest pozytywnie skorelowany z wielkością jednostki próbkowania, liczbą większych niż 10 ha połaci pierwotnej roślinności w promieniu 5 km, różnorodnością gatunkową krzewów oraz areałem pierwotnej roślinności na danej powierzchni. Wyniki pojedynczego badania (1994) mają przeczyć silnie pozytywnej korelacji tego wskaźnika z wielkością płatów roślinności pierwotnej.

### Tryb życia i zachowanie
Ostroloty białobrewe prowadzą koczowniczy tryb życia. Większość wyrusza na północ podczas australijskiej zimy i wraca na południe, na tereny lęgowe, wiosną i wczesnym latem. We wschodniej części zasięgu trasy wędrówek biegną „okrężną” trasą w interiorze: na północ bardziej wzdłuż wybrzeża, a następnie z powrotem na południe już w głębi kontynentu. Taki przebieg trasy (wędrówka pętlowa) Griffioen i Clarke (2002) zaobserwowali u pięciu gatunków we wschodniej Australii; oprócz ostrolota białobrewego są to dwa gatunki krzakowików (Cincloramphus), kukułeczka brązowa (Chalcites basalis) i kukułka blada (Heteroscenes pallidus). Ostroloty białobrewe wędrują w dużych stadach (do około 200 osobników), często razem z ostrolotami maskowymi. W środkowej Australii udział ostrolotów białobrewych w tych grupach jest tym większy, im dalej na wschód, a we wschodniej części zasięgu – na wschód od południka 140°E – stanowią już większość. Docierają dalej na południe niż ostroloty maskowe. Mogą w danym roku być lokalnie pospolite, ale niemalże nieobecne w kolejnym – przykładowo, na Macquarie Marshes wiosną 2008 obserwowano duże stada złożone z kilkuset osobników, za to wiosną 2009 spotykano je tu nieczęsto, jednak bardzo pospolicie blisko 200 km dalej w okolicy Bourke. Mimo że niekiedy obserwacja jest utrudniona, ponieważ ostroloty białobrewe mogą gorączkowo wręcz uganiać się za owadami na dość znacznych wysokościach, to ich hałaśliwe zachowanie powinno zwrócić uwagę obserwatora. Szczególnie dotyczy to nagłego przybycia tych ptaków na określony teren.

#### Gatunki współwystępujące

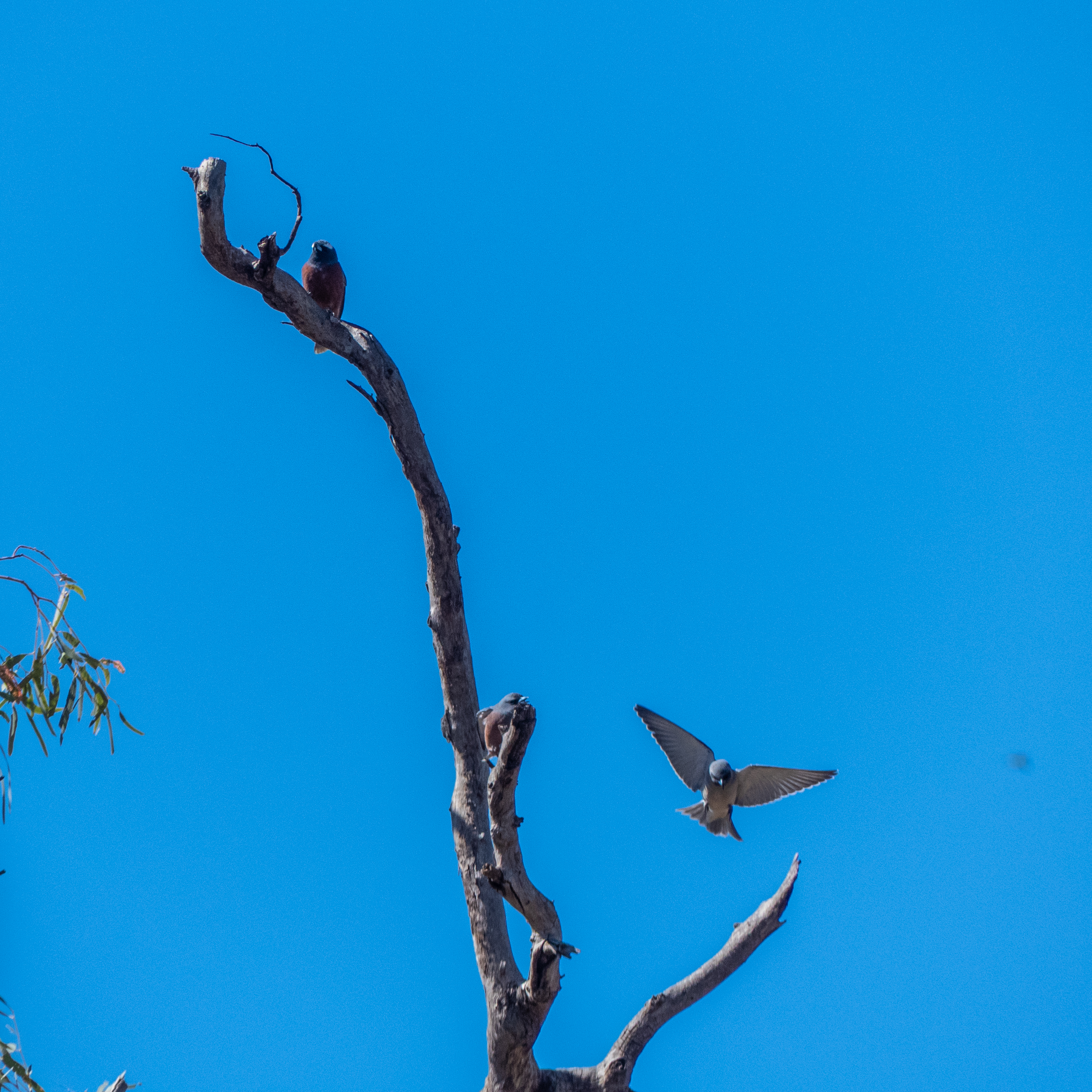
Ostroloty białobrewe swoją zdobycz łapią głównie w locie. Chętnie dołączają do ostrolotów maskowych (A. personatus), jak ten osobnik ze zdjęcia

Żerujące ostroloty białobrewe często tworzą mieszane stada z ostrolotami maskowymi, ciemnymi i żałobnymi (A. leucorhynchus). Przy kwitnących roślinach mogą im towarzyszyć na przykład żołny tęczowe (Merops ornatus), różne miodojady (Meliphagidae) – jak miodożer białorzytny (Manorina flavigula), filemon sępiogłowy (Philemon comiculatus) i miodojadek brązowy (Lichmera indistincta), miodaczek białolicy (Phylidonyris nigra), słodnik (Entomyzon cyanotis) – i liszkojady (Campephagidae), w tym gąsienicojad białoplamy (Lalage sueurii).

## Lęgi
W północnych częściach zasięgu okres lęgowy jest nieregularny. W południowych trwa od lipca do stycznia, lecz głównie od września do grudnia. Na Terytorium Północnym zniesienia przypadają jednak tylko na lipiec. Pisklęta pojawiają się od sierpnia do lutego. W Queenslandzie zniesienia stwierdzano od sierpnia do stycznia, w Nowej Południowej Walii – od sierpnia do stycznia, w Wiktorii – od końca sierpnia do końca stycznia, na Tasmanii – w listopadzie i styczniu. Ostroloty białobrewe mogą gniazdować samotnie, ale częściej tworzą luźne kolonie złożone z około 15–50 par. Gniazda rozmieszczone są blisko 10 m od siebie. Czasem w koloniach gniazdują też inne ostroloty, głównie maskowe i szare. Często pojawiają się na danym terenie masowo i od razu przystępują do lęgów, wykorzystując niemalże wszystkie dostępne miejsca do założenia gniazda. Na Tasmanii obserwowano gniazdowanie razem ostrolotów białobrewych, maskowych i ciemnych. Żaden z nich nie podejmuje regularnych wędrówek na Tasmanię; najwyraźniej jeśli podczas nalotu zbierze się odpowiednio duża liczba tych ptaków, to podejmą lęgi tolerując obecność ostrolotów innego gatunku.
Gniazdo budowane jest przez obydwa ptaki z pary w ciągu tygodnia od przybycia. Ma formę czarki luźno splecionej z gałązek, traw, łodyg roślin i delikatnych korzeni. Zwykle wyściółkę stanowią delikatniejsze materiały. Przeważnie gniazdo zostaje ulokowane stosunkowo nisko w rozwidleniu gałęzi, pustym konarze albo pniaku, za uchyłkiem kory, niekiedy też w gęstym listowiu lub wśród pnączy. Ostroloty białobrewe mogą też wykorzystywać stare gniazda innych ptaków lub struktury pochodzenia antropogenicznego, jak słupy i słupki ogrodzeniowe. Gotowe gniazdo jest nieco prześwitujące ze względu na niezbyt zwartą budowę. Zapewnia ona też dobrą wentylację. Może być zarówno ukryte, jak i dobrze widoczne. Zaobserwowano też zajmowanie starych gniazd innych ptaków: gwizdacza żółtego (Eopsaltria australis), stadniaka białobrewego (Pomatostomus superciliosus), graliny srokatej (Grallina cyanoleuca), zeberki zwyczajnej (Taeniopygia guttata) oraz ostrolotów maskowych i ciemnych.
W zniesieniu znajdują się zwykle 2 lub 3 jaja, czasami 1 lub 4. W wysiadywaniu uczestniczą obydwa ptaki z pary. Trwa ono przeciętnie 13 dni, ogółem od 12 do 16 dni. Wydaje się, że samica ma nieco większy udział w wysiadywaniu, lecz podawane wartości nie są istotnie różne. Doniesienia o większym udziale danej płci w wysiadywaniu nocą są sprzeczne. Mimo że obserwowano dorosłe wysiadujące już od zniesienia pierwszego jaja, to prawdopodobnie właściwa inkubacja zaczyna się od zniesienia drugiego jaja. Młode wykluwają się bowiem w blisko dobowych odstępach. Jeśli w danym lęgu są trzy jaja, to ostatnie znoszone jest raczej kilka dni po poprzednich. Pisklętami opiekują się obydwoje rodzice. Młode spędzają w gnieździe od 13 do 16 dni, przeważnie około 14. Następnie podloty jeszcze przez co najmniej 3 tygodnie są karmione przez rodziców.
Zdarza się gwałtowne opuszczanie kolonii; prawdopodobnie przyczyną są niedobory pokarmu.

## Status, zagrożenia i ochrona
IUCN uznaje ostrolota białobrewego za gatunek najmniejszej troski nieprzerwanie od 1988 roku (stan w 2021). BirdLife International uznaje trend liczebności populacji za prawdopodobnie stabilny. Ostroloty białobrewe występują nieregularnie w obrębie swojego zasięgu, ale są lokalnie pospolite. Nie odnotowano szczególnych zagrożeń dla tych ptaków, głównie potrącenia przez pojazdy. Dawniej ostroloty białobrewe miejscami uznawano za szkodniki w pasiekach, ale często też za ptaki pożyteczne, zjadające szkodniki upraw. W 2010 został odrzucony wniosek do NSW Threatened Species Scientific Committee o zakwalifikowanie A. superciliosus do kategorii gatunku narażonego (VU, Vulnerable) w skali regionalnej. Nie można było wykazać, że gatunek spełnia kryteria kwalifikujące do kategorii. Analiza parametrów populacyjnych nie została oparta na właściwej metodologii. Wśród źródeł błędnych przekonań co do oceny stanu populacji ostrolota białobrewego, również tych możliwych (ale nie popełnionych), wskazano:
- nieuwzględnienie intensywnego przemieszczania się tych ptaków oraz ich towarzyskiej natury,
- porównywanie rozmieszczenia w dwóch atlasach, przy których przygotowywaniu zastosowano inne metody inwentaryzacji,
- uznanie, że jeśli wykrywalność najbliżej spokrewnionego z białobrewym ostrolota maskowego jest podobna przy obydwu metodach inwentaryzacji w różnych latach, to podobnie będzie z ostrolotem maskowym – mimo bliskiego pokrewieństwa wpływające na wyniki w atlasie różnice w ich zachowaniu są jednak zbyt znaczące, by zastosować tak bezpośrednie porównanie.